# Alfred Heydel
Alfred Heydel (* 14. November 1919 in Chemnitz; † 3. Januar 1992 in Berlin) war ein deutscher Polizeioffizier. Er war Generalmajor und von 1967 bis 1983 Leiter der Hauptabteilungen Verkehrs- bzw. Schutzpolizei des Ministeriums des Innern der DDR (MdI).

## Leben
Nach dem Besuch der Volksschule erlernte er den Beruf eines Werkzeugmachers. Während des Zweiten Weltkrieges wurde er zum Kriegsdienst in die Wehrmacht eingezogen. 
Nach Kriegsende wurde er 1945 Mitglied der Kommunistischen Partei Deutschlands (KPD) (nach der Zwangsvereinigung von SPD und KPD 1946 der SED) und trat in die Deutsche Volkspolizei ein. Als Schutzpolizist war er zeitweise Oberwachtmeister in Chemnitz-Altendorf, zuletzt Revierleiter. Im Jahr 1950 wurde er zur Verkehrspolizei versetzt und fungierte als Inspektionsleiter bzw. Chef der Verkehrspolizei in den Bezirksbehörden der Deutschen Volkspolizei (BDVP) Karl-Marx-Stadt, Potsdam und Cottbus. Ein Fernstudium schloss er 1961 als Kfz-Ingenieur ab. Von 1967 bis 1971 war er als Oberst der Volkspolizei Leiter der Hauptabteilung Verkehrspolizei im Ministerium des Innern der DDR (Nachfolger von Oberst Heinz Trebstein). Von 1972 bis 1983 war er Leiter der Hauptabteilung Schutzpolizei des MdI (Nachfolger von Generalmajor Heinz Münchow). Gleichzeitig war er Vorsitzender der zentralen Judo-Fachkommission der Sportvereinigung Dynamo. Am 26. Juni 1973 wurde er vom Vorsitzenden des Nationalen Verteidigungsrates der DDR, Erich Honecker, zum Generalmajor ernannt. Im Jahr 1983 erfolgte seine Versetzung in den Ruhestand.

## Auszeichnungen
- Vaterländischer Verdienstorden in Bronze (1970),  in Silber (1974) und in Gold (1979)
- Ehrentitel „Verdienter Volkspolizist der Deutschen Demokratischen Republik“ (1972)